# Eulepyroniella camerunensis
Eulepyroniella camerunensis är en insektsart som först beskrevs av Schmidt 1924.  Eulepyroniella camerunensis ingår i släktet Eulepyroniella och familjen spottstritar. Inga underarter finns listade i Catalogue of Life.